# Charles Thomas Bingham
Charles Thomas Bingham (Ierland, 16 april 1848  -  West-Kensington, Londen, 18 oktober 1908) was een Brits entomoloog en hoofdofficier in het Britse koloniale leger (luitenant-kolonel), belast met het toezicht op de bescherming van bossen en groot kenner van vooral de hymenoptera, maar ook vogels en de fauna in het algemeen van India en Birma.
Na zijn pensionering vestigde hij zich met zijn echtgenote en twee zonen (zijn dochters waren in India getrouwd) in Londen. Hij werkte daar als vrijwilliger (unpaid) in de  “Insect Room” van het Natural History Museum. Hij nam de redactie van de boekenserie The Fauna of British India, Including Ceylon and Burma over van  William Thomas Blanford.
In 1895 werd hij gekozen tot Fellow van de  Entomological Society of London en zat tussen 1902 en 1906 in het bestuur. Hij werd ook fellow van de  Zoological Society of London.
- International Standard Name Identifier: 0000 0003 6394 7843
- Nederlandse Thesaurus van Auteursnamen: 165393122
- Istituto Centrale per il Catalogo Unico: TO0V447071
- Virtual International Authority File: 227801774